# Canton de Barcillonnette
Ne doit pas être confondu avec Canton de Barcelonnette.
Le canton de Barcillonnette est une ancienne division administrative française située dans le département des Hautes-Alpes en région Provence-Alpes-Côte d'Azur.
C'était en 2004 le canton le moins peuplé de France, avec seulement 270 habitants.

## Géographie
Ce canton est organisé autour de Barcillonnette dans l'arrondissement de Gap. Son altitude varie de 545 m (Vitrolles) à 1 830 m (Esparron) pour une altitude moyenne de 872 m.

## Histoire
Le canton était formé par démembrement du canton de Mison en 1791, et faisait alors partie des Basses-Alpes. Il est rattaché aux Hautes-Alpes en janvier 1810, emportant avec lui ses trois communes, Barcillonnette, Esparron et Vitrolles.
À la suite du redécoupage des cantons du département et du décret du 20 février 2014, le canton a fusionné avec celui de Tallard, après les élections départementales de 2015.

## Représentation

### Conseillers généraux de 1833 à 2015
| Période                                  | Période      | Identité                                           | Étiquette     | Qualité |
| ---------------------------------------- | ------------ | -------------------------------------------------- | ------------- | --- |
| 1833                                     | 1842         | Joseph Antoine Augier                              |               | Juge de paix à Barcillonnette |
| 1842                                     | 1871         | Alexandre Mourès                                   |               | Juge de paix, notaire et propriétaire à Aspres-lès-Veynes, conseiller d'arrondissement                                                                      |
| 1871                                     | 1892         | Joseph Auguste Abraham Augier (fils de J.A.Augier) | Républicain   | Propriétaire-rentier à Barcillonnette |
| 1892                                     | 1903 (décès) | Eugène Blanc                                       |               | Pharmacien à Gap |
| 1903                                     | 1910         | Joseph Faure                                       |               | Avoué, maire de Gap (1900-1904) |
| 1910                                     | 1925 (décès) | Antoine Blanc                                      | GD            | Docteur en médecine à Gap Député (1910-1912) Sénateur (1912-1921)                                                                                           |
| 1925                                     | 1928         | Désiré Grimaud                                     |               | Cultivateur, maire de Barcillonnette |
| 1928                                     | 1934         | Jules Martin                                       | Rad.          | |
| 1934                                     | 1940         | Auguste Muret                                      | PSdF          | Ouvrier typographe Maire de Gap (1925-1940) Député (1936-1942)                                                                                              |
|                                          |              |                                                    |               | |
| 1945                                     | 1994         | Émile Didier                                       | Rad. puis MRG | Pharmacien Maire de Gap (1947-1971) Député (1967-1971) - Sénateur (1971-1989) Président du Conseil général (1970-1982)                                      |
| 1994                                     | 2015         | Rémi Costorier                                     | DVD puis DVG  | Directeur adjoint de la Chambre d'agriculture des Hautes-Alpes Maire de Lardier-et-Valença Président de la communauté de communes de Tallard-Barcillonnette |
| Les données manquantes sont à compléter. |              |                                                    |               | |

### Conseillers d'arrondissement (de 1833 à 1940)
| Période                                  | Période | Identité                  | Étiquette | Qualité |
| ---------------------------------------- | ------- | ------------------------- | --------- | --- |
| 1833                                     | 1842    | Alexandre Mourès          |           | Suppléant du juge de paix à Barcillonnette                                                                  |
|                                          |         |                           |           | |
| av.1894                                  |         | Gédéon Pascal (1836-1908) |           | Greffier de la justice de paix, cultivateur à Barcillonnette                                                |
|                                          |         |                           |           | |
| 1913                                     |         | Joseph Grimaud            | SFIO      | Cultivateur au Plan de Vitrolles                                                                            |
|                                          |         |                           |           | |
| 1931                                     | 1940    | Dosithée Nicollet         | Radical   | Maire de Vitrolles                                                                                          |
| 1940                                     |         |                           |           | Les conseils d'arrondissement ont été suspendus par la loi du 12 octobre 1940 et n'ont jamais été réactivés |
| Les données manquantes sont à compléter. |         |                           |           | |

## Composition
Le canton de Barcillonnette regroupait trois communes :
| Nom                        | Code Insee | Intercommunalité       | Superficie (km2) | Population (dernière pop. légale) | Densité (hab./km2) |
| -------------------------- | ---------- | ---------------------- | ---------------- | --------------------------------- | ------------------ |
| Barcillonnette (chef-lieu) | 05013      | CA Gap-Tallard-Durance | 19,51            | 158 (2014)                        | 8,1                |
| Esparron                   | 05049      | CA Gap-Tallard-Durance | 24,11            | 39 (2014)                         | 1,6                |
| Vitrolles                  | 05184      | CA Gap-Tallard-Durance | 14,62            | 208 (2014)                        | 14                 |

## Démographie
| 1962 | 1968 | 1975 | 1982 | 1990 | 1999 | 2006 | 2011 | 2012 |
| ---- | ---- | ---- | ---- | ---- | ---- | ---- | ---- | ---- |
| 332  | 318  | 277  | 250  | 264  | 270  | 353  | 388  | 390  |